# Scraptia angustata
Scraptia angustata is een keversoort uit de familie bloemspartelkevers (Scraptiidae). De wetenschappelijke naam van de soort is voor het eerst geldig gepubliceerd in 1863 door Fairmaire & Germain.